# San Martino (Trecate)
San Martino di Trecate, detta anche meno frequentemente San Martino Ticino o San Martino del Basto (San Martìn in dialetto locale) è l'unica frazione di Trecate in provincia di Novara: conta 73 abitanti (2011) e dista 4,48 km dal centro storico del comune di appartenenza.

## Geografia fisica

### Territorio
Il borgo di San Martino è caratterizzato da un ambiente prevalentemente digradante verso il corso del fiume Ticino, con vaste aree boschive come la località denominata Piave.
Il territorio di San Martino confina a nord e ad ovest con il comune di Trecate, a sud con Cerano, a est con il fiume Ticino.
Novara è il centro di maggior rilievo più vicino da cui dista circa 7 km chilometri.

### Geologia ed idrografia
Morfologicamente, il territorio è caratterizzato dall'ambiente tipico della pianura padana ma è articolato tra alture, aree discendenti in corrispondenza delle rive dei corsi d'acqua ed aree paludose. L'altitudine del territorio è compresa tra i 137 ed i 135 m s.m.l..
Aspetto caratteristico dell'idrografia di San Martino di Trecate è la presenza del fiume Ticino nella parte più ad est della frazione.

### Sismologia
Dal punto di vista sismico San Martino presenta un rischio molto basso ed è stata classificata come il comune zona 4 (bassa sismicità) dalla protezione civile nazionale. Nella sua storia l'abitato ha risentito di cinque terremoti: quello del 1397 (5,37 ML), quello del 1895 (4,63 ML), quello del 2009 (2,3 ML), quello del 2011 (2,1 ML) e quello del 2013 (2,4 ML).

## Clima
San Martino ha il clima caratteristico delle pianure settentrionali italiane con inverni freddi e abbastanza rigidi ed estati che risentono di elevate temperature; la piovosità si concentra principalmente in autunno e in primavera. Il paese appartiene alla zona climatica E.

Fenomeni estremi si sono verificati durante la famosa nevicata del 1956 che investì la Pianura padana, ma anche in occasione delle ondate di caldo degli ultimi anni.

## Etimologia
Le origini del nome della frazione, traggono ispirazione dal santo patrono locale, San Martino di Tours. Il completamento del nome, "al basto", viene spesso associato alla parola greca che significa "porto".

## Storia

### Dalle origini al Risorgimento

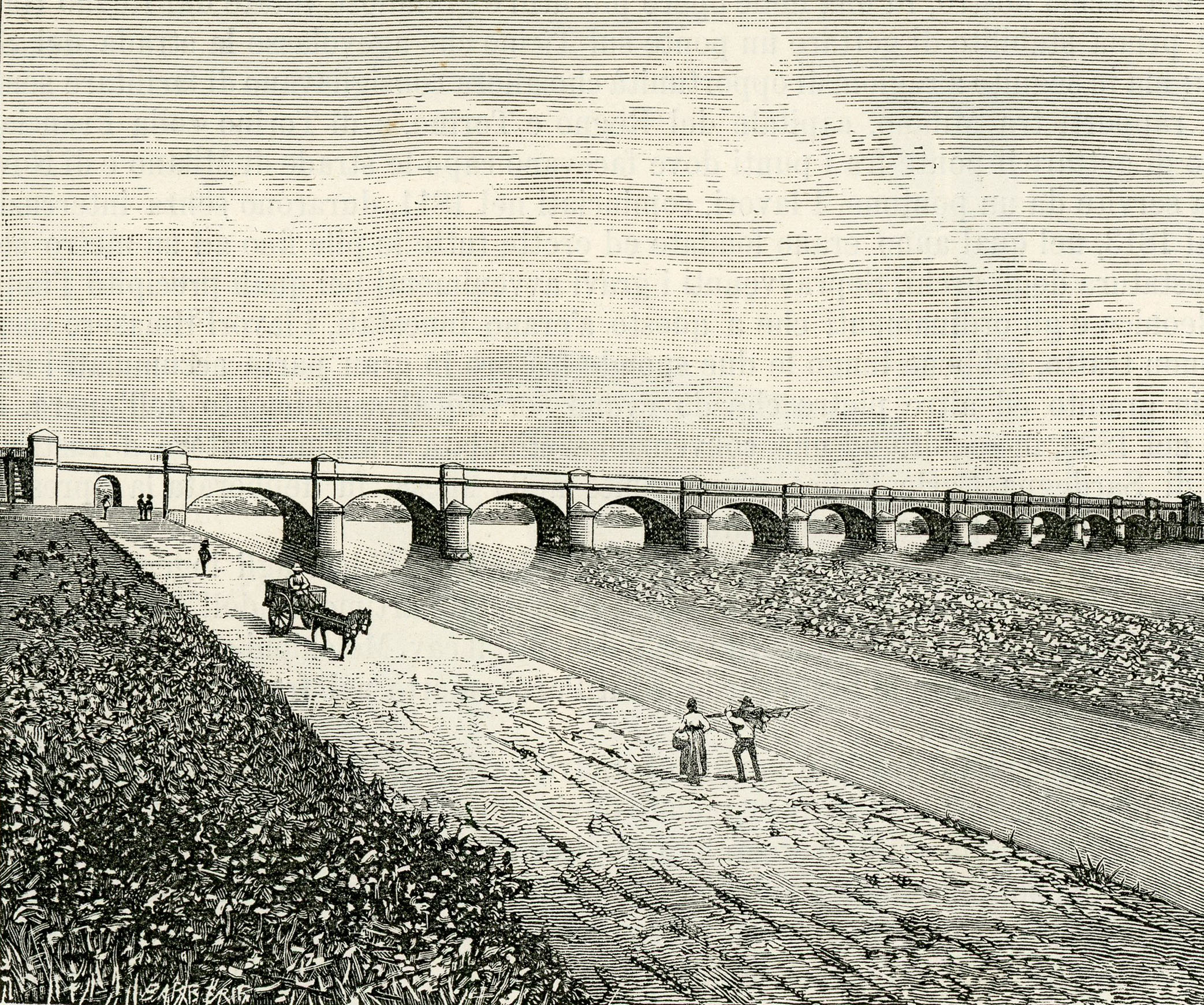
Il ponte sul Ticino che collega oggi come un tempo le sponde del Ticino ha per estremi in Piemonte la frazione di San Martino di Trecate ed in Lombardia quella di Ponte Nuovo di Magenta.

Il borgo di San Martino ha origini molto antiche, legato come è facile intuire al passaggio della Strada Consolare Vercellina che sin dall'epoca dell'antica Roma ha attraversato queste terre, collegando Milano e Vercelli. Uno dei primi documenti di rilievo in cui viene citato l'abitato è relativo al 1447 quando, con la fine del dominio dei Visconti, San Martino e la comunità di Trecate riuscirono a staccarsi da Novara ed a sottrarsi dai Lampugnani che qui tenevano feudo, ponendosi sotto la protezione della Repubblica Ambrosiana prima che quest'ultima fosse costretta poi a cedere i propri poteri a Francesco Sforza. Fu in quest'epoca che Trecate divenne libero comune e, tra gli altri privilegi, gli vennero garantiti i pieni diritti sul porto di San Martino sul Ticino.
Nel 1603 la frazione venne visitata dal vescovo di Novara, Carlo Bascapè, durante una sua visita pastorale nella diocesi che fu occasione per una lunga processione penitenziale che si concluse nel vicino comune di Trecate.
Il borgo vide passare tutti i tentativi di invasione del milanese, sia durante le Guerra d'Italia del 1499-1504, sia durante le guerre napoleoniche come pure durante la prima guerra d'indipendenza italiana, occasione in cui il borgo vide il transito di Carlo Alberto di Savoia. Ad inizio ottocento a San Martino venne impiantata la dogana piemontese per regolare l'accesso al Regno di Sardegna dal Regno Lombardo-Veneto e viceversa.
Dal 1808, inoltre, venne realizzato il ponte napoleonico di Boffalora sopra Ticino.

### Il ruolo nella battaglia di Magenta

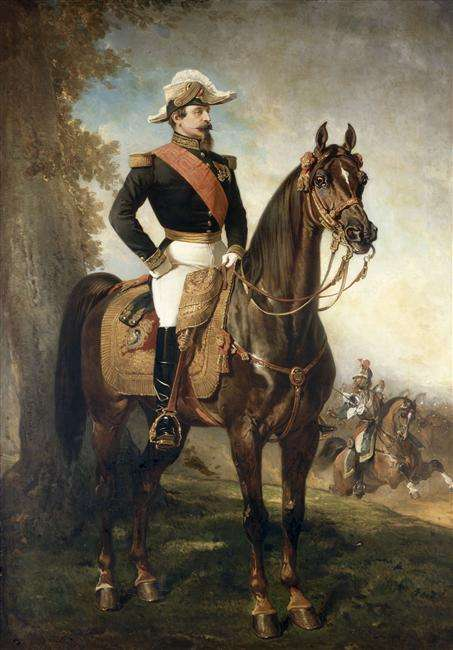
L'imperatore francese Napoleone III pose a San Martino il suo quartier generale durante la battaglia di Magenta, osservando le posizioni dello scontro dalla locale torretta d'osservazione. Da qui lanciò l'attacco verso Magenta.

Grande importanza la cittadina la ebbe nell'ambito della battaglia di Magenta. Con l'avanzata dell'esercito austriaco in territorio piemontese, le forze sabaude compresero che l'intento degli austriaci era quello di puntare all'invasione del Piemonte, ma le forze locali erano troppo deboli per poter resistere e si attendeva l'arrivo dei francesi di Napoleone III a supportare l'armata sarda. Per questo motivo, dal 26 aprile 1859 i soldati ed i funzionali civili del Regno di Sardegna decisero di abbandonare le fortificazioni della frazione di San Martino di Trecate, proprio di fronte al Ticino sulla sponda piemontese, non prima ad ogni modo di averle pesantemente danneggiate: venne distrutto il ponte ferroviario sul canale Langosco, venne asportato il telegrafo locale e venne danneggiata la Dogana e l'ufficio passaporti che era posto presso il ponte sul Ticino, osservando attentamente i movimenti degli austriaci dalla torre locale.
Nel pomeriggio le prime pattuglie austriache fecero la loro comparsa alla periferia di Trecate, occupando la città il giorno successivo, alle 12.00. Queste truppe erano parte del 1º reggimento "Kaiser" provenienti da Cerano e da San Martino che avevano già annesso.
Gli austriaci intanto, dal 5 maggio, iniziarono le operazioni di fortificazione della linea di San Martino, ripristinando le fortificazioni piemontesi grazie all'aiuto di 405 soldati del 22º reggimento di fanteria e con due compagnie del genio militare austriaco. In circa quindici giorni vengono costruite fortificazioni per circa tre chilometri, dalla Ca' Bianca sulla strada principale di San Martino sino a San Cassiano, con 8 costruzioni tra fortini, trincee, terrapieni e postazioni atte ad accogliere in tutto 11 cannoni. Gli austriaci cercarono anche di ricostruire il ponte ferroviario sul canale Langosco, ma non riuscirono a portare a compimento l'opera. Le operazioni vennero dirette in loco dal maggiore austriaco Kirschner.
Di fronte all'arrivo dei francesi, il 31 maggio gli austriaci sono costretti a sgomberare Trecate, abbandonando le fortificazioni di San Martino e ripassando il Ticino. In città entrò per intero la divisione del generale francese Esprit Charles Marie Espinasse la quale riesce ad occupare senza particolari difficoltà Trecate, Cerano e Sozzago e le fortificazioni incomplete di San Martino dove riescono a recuperare anche 5 cannoni e diverse munizioni. Da lì la colonna si sposterà poi verso Turbigo, dove avrà luogo la battaglia del 3 giugno.
Dal quartier generale di San Martino, dove Napoleone III rimase per tutta la durata delle operazioni belliche, osservando il campo di battaglia dalla torretta d'osservazione ancora oggi presente, l'imperatore diede l'ordine di attacco alle proprie truppe quando sentì i primi colpi di cannone della battaglia di Magenta.

### Dal Novecento ai giorni nostri

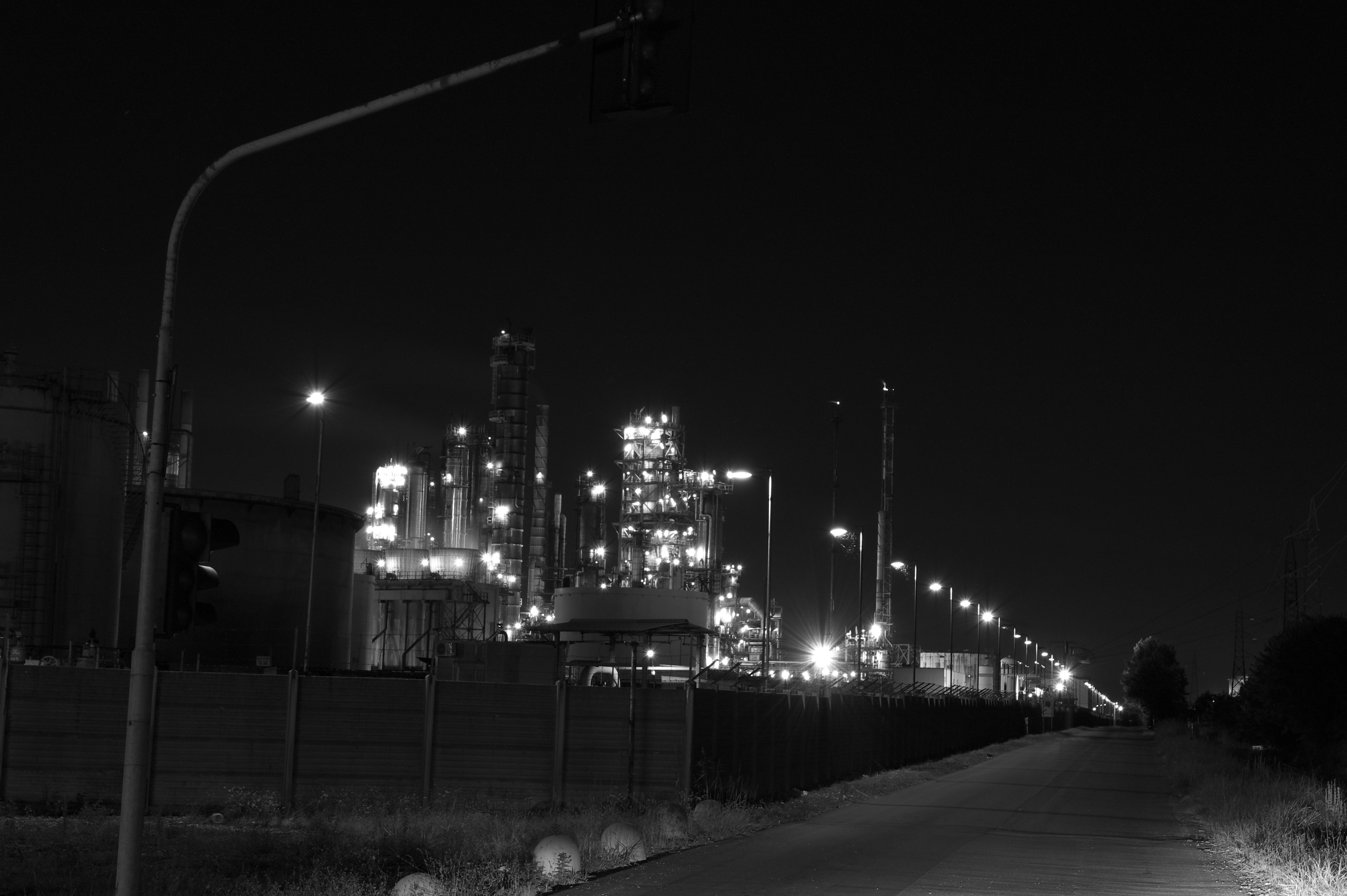
L'impianto di raffineria SARPOM a San Martino di Trecate, di notte

Dalla fine dell'Ottocento e sino alla prima metà del Novecento, San Martino mantenne la propria vocazione agricola ed il proprio legame col Ticino. 
Nel corso della seconda guerra mondiale, la frazione di San Martino sarà nuovamente interessata dagli eventi bellici a causa della propria posizione strategica sul Ticino: il 3 agosto 1944 una decina di aerei inglesi sorvolarono il territorio a bassissima quota con obbiettivo il ponte sul fiume contro il quale vengono sganciate una serie di bombe che però non colpiscono l'obbiettivo.
Dalla metà del XX secolo, l'area di San Martino ha conosciuto l'epoca industriale con l'impianto di una poderosa raffineria petrolifera e di nuovi edifici di attività nell'area chimica, anche grazie alla costruzione di un oleodotto proveniente da Novi Ligure.

## Monumenti e luoghi d'interesse

### Chiesa di San Martino
L'origine della chiesa della frazione risale probabilmente all'epoca dei Franchi come accade spesso per le chiese dedicate al santo vescovo di Tours e risalenti a tempi antichi. La primitiva chiesa, era già annessa nel 1142 ad un convento agostiniano sorto in loco, ma nel Cinquecento passò ai domenicani. Conservò le proprie forme altomedievali probabilmente sino al Seicento, ma nulla si sa oggi della struttura originaria a causa di una pesante alluvione che colpì l'area nel 1652, la quale spazzò via completamente l'intera chiesa che venne ricostruita dai padri domenicani nelle forme attuali, venendo poi modificata nuovamente nel corso del Settecento.

### L'ex dogana
Nel 1826 iniziarono i lavori di costruzione della dogana ad opera dell'ingegnere piemontese Stefano Ignazio Melchioni (lo stesso del ponte napoleonico sul Ticino) per il costo 114.973, 15 lire piemontesi. Alla dogana di San Martino fece tappa Silvio Pellico al suo rientro dopo la prigionia austriaca e da qui venne poi scorato alla caserma di Novara. L'edificio della dogana venne occupato nel 1859 dagli austriaci poco prima della battaglia di Magenta, i quali tuttavia vennero costretti ad abbandonarlo non prima di averlo depredato di tutto ciò che conteneva per un valore di 3841, 85 lire. Nel 1873 i locali della regia dogana, divenuti ormai inutilizzati dalla proclamazione dell'unità d'Italia, vennero venduti a privati e passarono al locale Giovanni Colombo per il prezzo di 7700 lire. Parte del complesso dal 1904 divenne scuola elementare per il borgo di San Martino, mentre altri vennero utilizzato per la costituzione della sede del Circolo di Ricreazione e Istruzione "Principe di Piemonte" e successivamente divennero sede del Circolo Agricolo Operaio. Dagli anni '50 del XX secolo, l'ex dogana divenne sede della Cooperativa Trecatese di Consumo ed in parte venne adibita ad abitazione. L'attuale proprietà ha destinato parte dei locali ad abitazione privata e una parte è occupata da una trattoria.